# Laevophiloscia yalgoonensis
Laevophiloscia yalgoonensis är en kräftdjursart som beskrevs av Wahrberg1922. Laevophiloscia yalgoonensis ingår i släktet Laevophiloscia och familjen Philosciidae. Inga underarter finns listade i Catalogue of Life.

## Bildgalleri

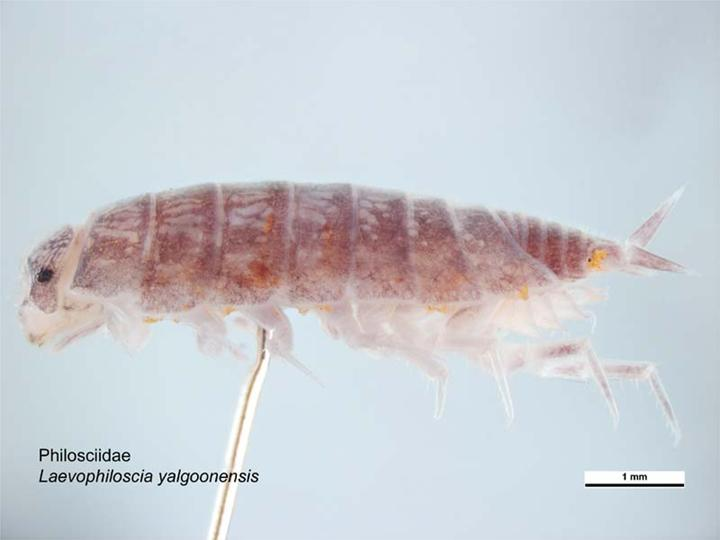